# Širvinta
Il Širivinta è un fiume che scorre nell’est della Lituania. Con i suoi 129 (128,6 per l’esatezza) chilometri percorsi, è l’affluente più lungo dello Šventoji. 

## Descrizione
Dopo che haattraversato la città di Širvintos, vi è una briglia che conduce il fiume fino al comune distrettuale di Ukmergė e quello di Jonava. 

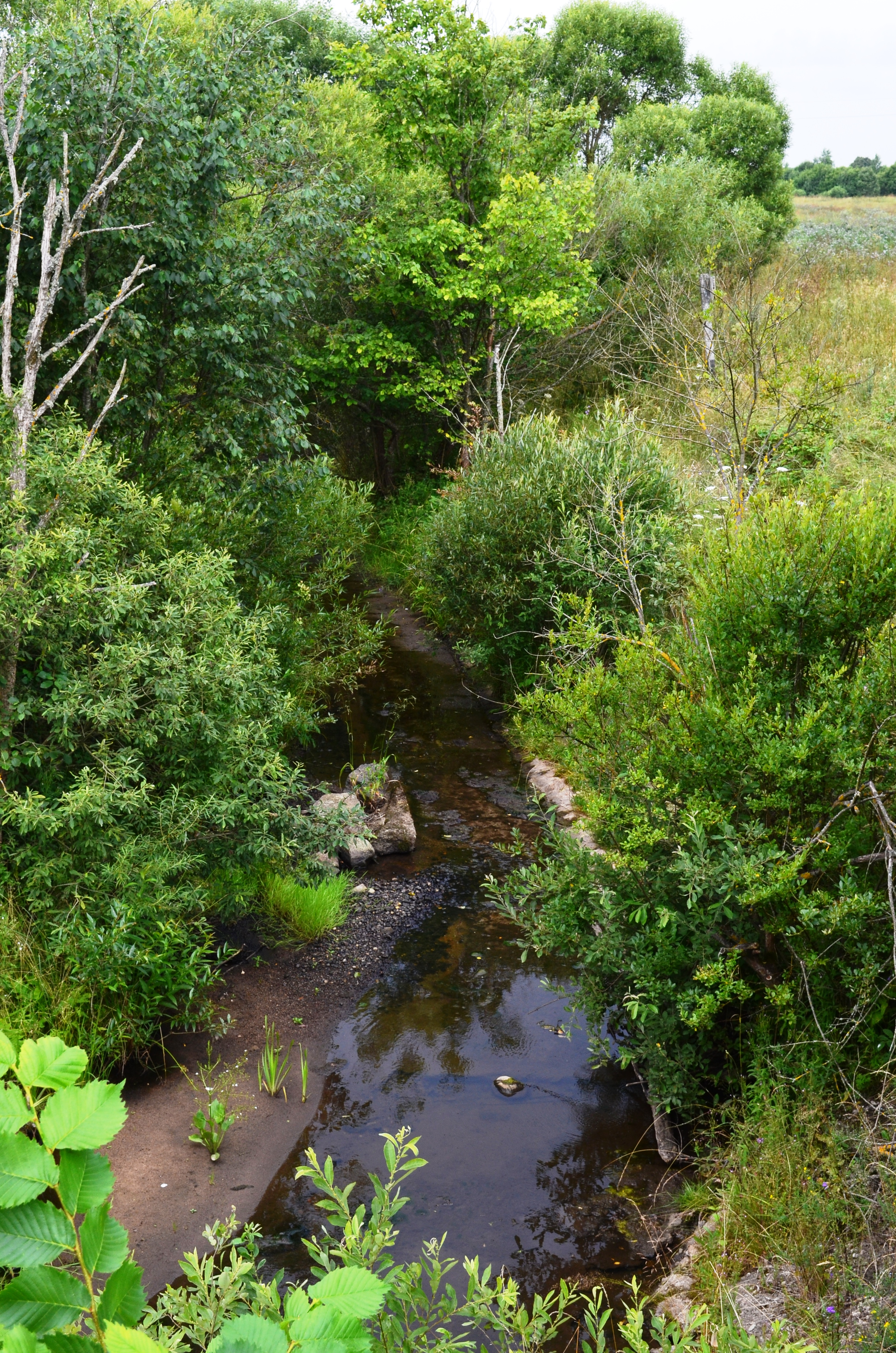
Il Širvinta attraversa la contea di Vilnius

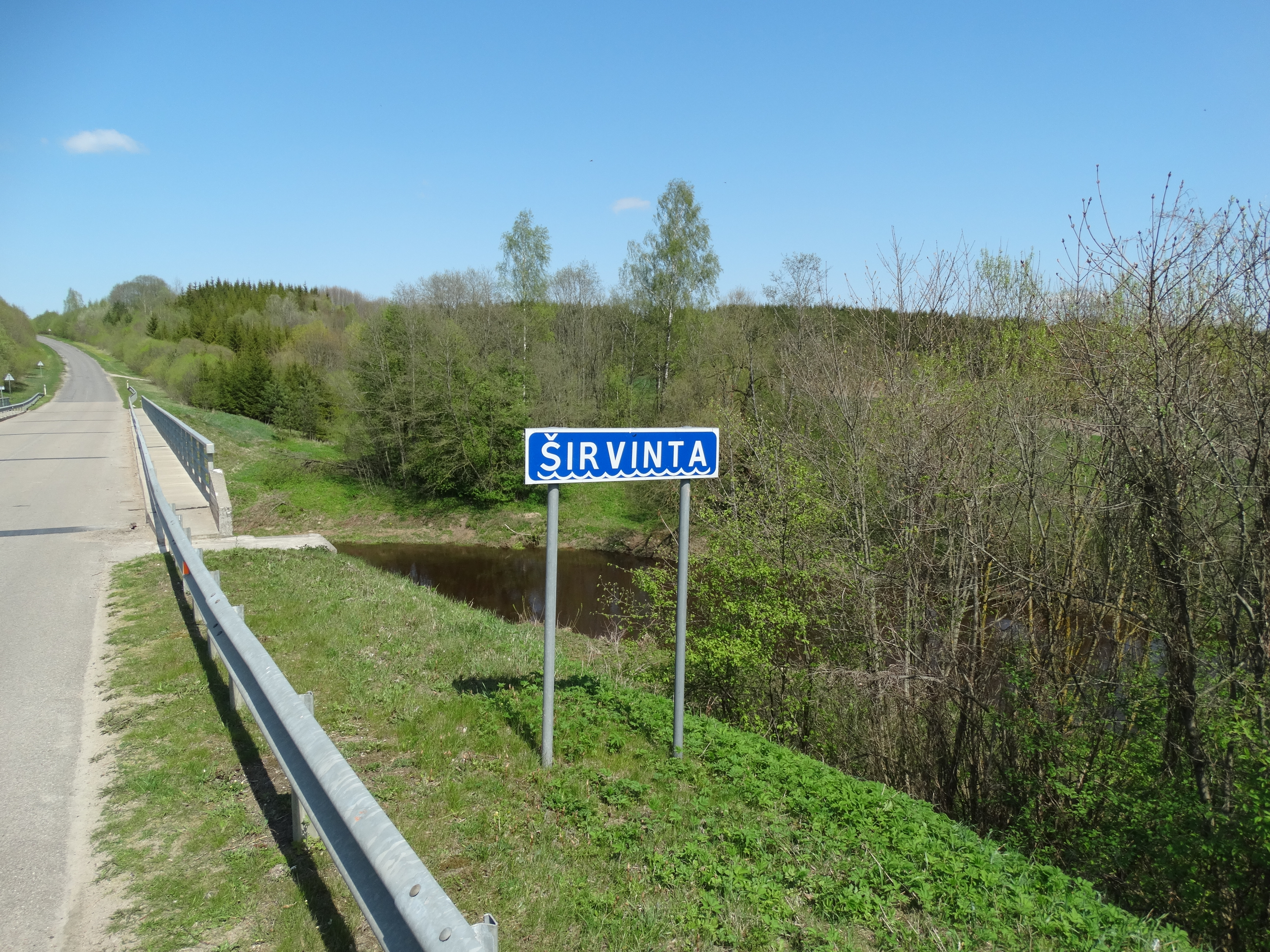
Cartello stradale che indica la presenza di un ponte sul fiume

Riceve 6 affluenti da sinistra e 14 da destra La pendenza media del fiume è di 1 m/km: la portata media misurati nei pressi di Vilkesa è di 3,29 m³/s; superato il lago Kertušas (attraversato e poi lasciato dal fiume come emissario) raggiunge i 4,42 m³/s e, infine, è di 7,5 m³/s alla foce. Lungo il corso del fiume si sono formate alcune zone paludose a causa della velocità della corrente ridotta. 
Le prossimità del fiume rientrano nella Riserva Paesaggistica di Širvintos, istituita dall’amministrazione per la protezione del verde costiero.
Sfocia nello Šventoji nei pressi del confine amministrativo tra contea di Vilnius e contea di Kaunas (tra Upninkai e Vepriai).